# KN-08
KN-08は、朝鮮民主主義人民共和国（北朝鮮）で開発中と推測された大陸間弾道ミサイル（ICBM）。KN-08はNATOコードネームであり、北朝鮮国内では火星13と呼称されているとみられている。本記事ではKN-08の派生型とみられるKN-08 Mod2（KN-14）についても記す。

## 概要
KN-08とはアメリカ合衆国が付けたコードネームであり、北朝鮮での呼び名は火星13であるとされる。このミサイルは2012年4月15日に行われた朝鮮人民軍による金日成生誕100年を祝う軍事パレードで存在が明らかになった。当初は模型ではないかという指摘があったが、模型を軍事パレードに登場させる意図も不明で憶測を呼んだ。
だが、これまでもロケットモータの燃焼実験をしていたのではないかとされ、実際に2013年2月に確認された。これによりKN-08の存在が現実のものと確認された。しかし、発射実験が行われたと確定されておらず、開発中であるとされる。よって、軍事パレードで登場したのは模型ではなくともプロトタイプの可能性があり、実戦配備していると見る向きは少ない。

## 開発経緯

### 2012年
- 2012年4月15日に行われた朝鮮人民軍による金日成生誕100年を祝う軍事パレードで移動発射車両（TEL）に搭載された状態で登場している[3]。

### 2013年
- 2013年2月11日、北朝鮮の北西部にある東倉里の西海衛星発射場にて射程域延長の為の燃焼実験を実施[4]。

### 2016年
- 2016年10月の15日と20日に行われて空中爆発して失敗したミサイル発射実験は、アメリカ政府機関の分析などでムスダンの発射実験であったと分析されているが、ジェームズ・マーティン不拡散研究センターの東アジア不拡散プログラムディレクターのジェフリー・ルイスは、人工衛星画像の解析からKN-08の発射実験であった可能性を指摘している[5]

## 技術的特徴
KN-08は開発中の大陸間弾道ミサイルであり、全長18mで、直径は2m程度で重量は40tほどと推定されている。搭載可能弾頭重量は1t程度で射程は最低でも6,000km以上と推定されている。ミサイルの形状からの分析では三段式固体燃料ロケットモータだと考えられている。北朝鮮では固体燃料のロケットを開発する事は難しいという指摘があるが、現実として固体燃料を用いたKN-02短距離弾道ミサイルが存在しており、基礎技術は獲得している。一方でムスダンの技術を応用していると考えられていることから、即応性のある液体燃料ロケットではないかとも言われている。
また、北朝鮮はソビエト連邦の崩壊後に旧ソ連のマカエフ記念設計所のロケット技術者を招聘し開発を行わせているとされる。彼らはムスダンの原型となったR-27潜水艦発射弾道ミサイルの技術一式を北朝鮮に持ち込んだと言われている。KN-08は彼らの技術指導により設計されている可能性も高く、旧ソ連においてマカエフ記念設計所によりR-27が速やかにR-29潜水艦発射弾道ミサイルに発展していったのと同じく、ムスダンもKN-08に発展していったと考えられている。事実、ムスダンはR-27の拡大型であり、KN-08はR-29と酷似しているといった指摘が存在し、R-29にテポドン2の三段目を取り付けたのではないかとも言われている。
KN-08は中国の万山特殊車両製大型TEL（WS51200）を用いた道路移動型大陸間弾道ミサイルであり、実用化された場合には固体燃料ロケットという事もあり、即応性は極めて高く、事前に破壊する事は困難とされる。なお、発射された場合、三段のロケットモータが燃焼した後、弾頭が切り離され、再突入体が目標に自由落下していくと考えられている。しかし、誘導技術や飛行高度等は北朝鮮が発射実験を行っていないため、大まかな推測の域を出ていない。
弾頭はペイロードに合わせて高性能爆薬・核・生物・化学兵器が選択可能である。多弾頭のMIRV技術についてはムスダンの原型であるR-27の技術移転の際に獲得している可能性はあるが、核弾頭の場合なら単弾頭と比較してさらなる小型化が必須であり、強化原子爆弾か水素爆弾の技術が必要とされる。2013年現在ではまだ途上と考えられ、結果的にMIRVは選択できないとみられる。ただし、強化原子爆弾については、開発成功を示唆する分析も存在する事に注意が必要である。

## KN-08 Mod2
2015年10月10日、朝鮮労働党創建70周年記念軍事パレードで移動式発射機に搭載された状態で登場したKN-08とみられる弾道ミサイルは、その後の分析により、2段式でサイズが小型化されているなど従来のKN-08とは異なる特徴を備えていたことが判明したため、KN-08 Mod2、継いでKN-14と呼称されることになった。なお当初はこのミサイルは北朝鮮国内で火星14と呼称されていると分析されていたが、2017年7月に別の大陸間弾道ミサイルが火星14であると判明したため誤りであるとわかった。